# Noel Sickles
Pour les articles homonymes, voir Sickles.
Noel (Douglas) Sickles, né le 24 janvier 1910 et mort le 3 octobre 1982, est un illustrateur et auteur de bande dessinée américain, considéré comme l'un des grands maîtres du comic book américain.

## Biographie
Noel Douglas Sickles est né à Chillicothe dans l'Ohio en 1910. 
Il commence sa carrière dans la bande dessinée en 1933 à l'âge de 26 ans. Son style spécifique de dessin à l'encre donne à ses illustrations un grand réalisme. À la fin des années 1920, il rencontre Milton Caniff, l'auteur de Terry et les Pirates, avec qui il collaborera et partagera un atelier. Caniff sera fortement influencé par le style noir et blanc de Sickles.
Sickles est surtout connu pour son travail sur le personnage de Bob l'aviateur (Scorchy Smith). Il reprend cette série créée par John Terry en 1933, et la poursuivra jusqu'en 1936.
Sickles abandonne ensuite la bande dessinée pour devenir l'un des grands illustrateurs de magazines et de livres de sa génération. Il a notamment travaillé pour Life, le Saturday Evening Post et le Reader's Digest.

## Postérité
(octobre 2018).
Le contenu est difficilement compréhensible vu les erreurs de traduction, qui sont peut-être dues à l'utilisation d'un logiciel de traduction automatique.
Noel Sickles est considéré comme « l'un des grands maîtres du comic book américain ». À sa mort en 1982, Milton Caniff écrira : « This restless genius was the greatest natural cartoonist I ever knew. Now he is dead! All that talent still unused and every cartoonist feels cheated of what might yet have come from his magic hand. »
Il rentre au Hall of Fame de la Society of Illustrators en 1983.

## Publications
- Noel Sickles, Scorchy Smith et le génie de Noel Sickles, t. 1, Éditions Barbier, mars 2024, 272 p. (ISBN 978-2494377103)

### Rééditions et intégrales
- Dean Mullaney et Bruce Canwell (préf. Jim Steranko), Scorchy Smith and the art of Noel Sickles, Idea et Design Works, coll. « The Library of American Comics »